# Schreckensturm

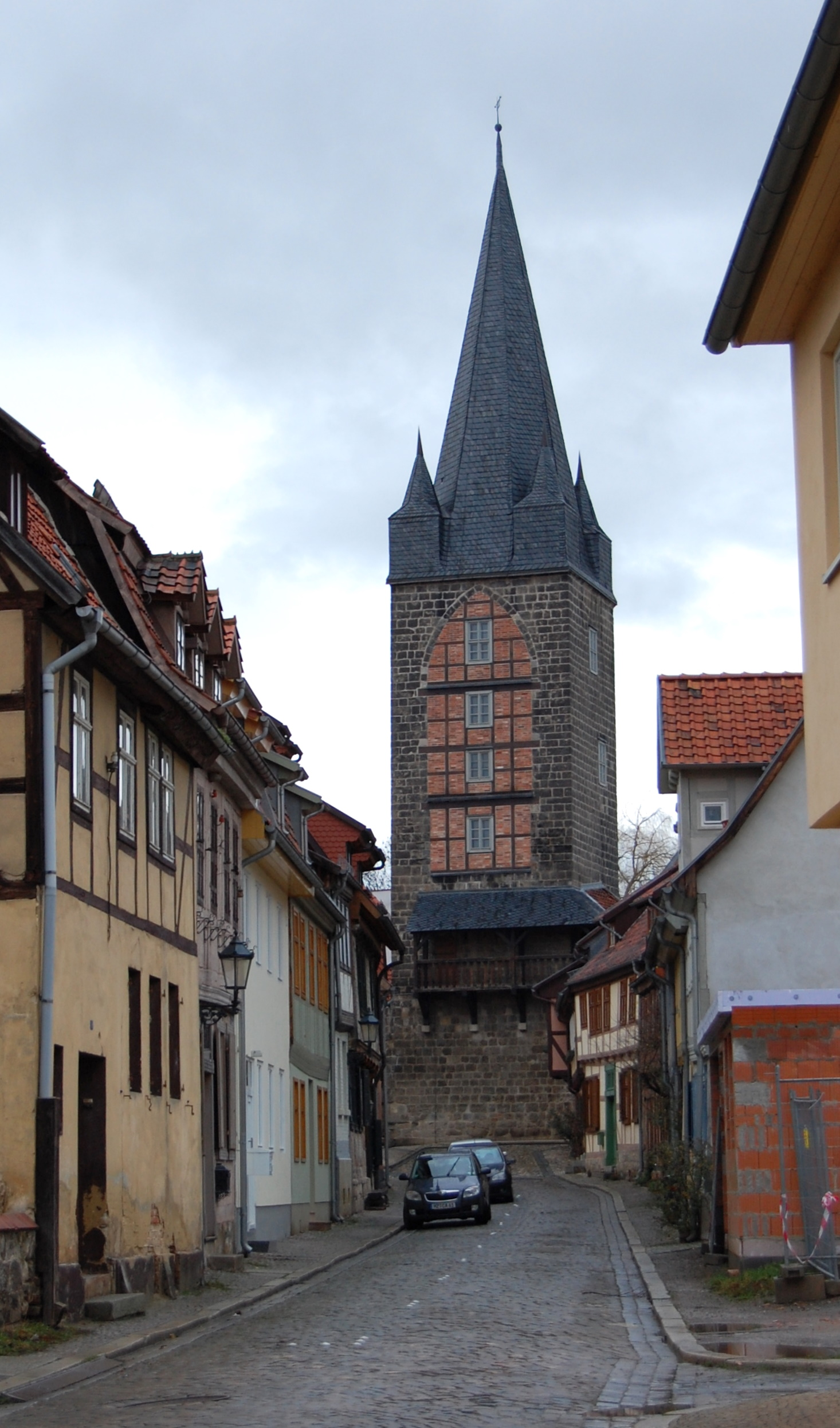
Schreckensturm im Jahr 2012, Blick von Osten aus der Goldstraße auf den Turm

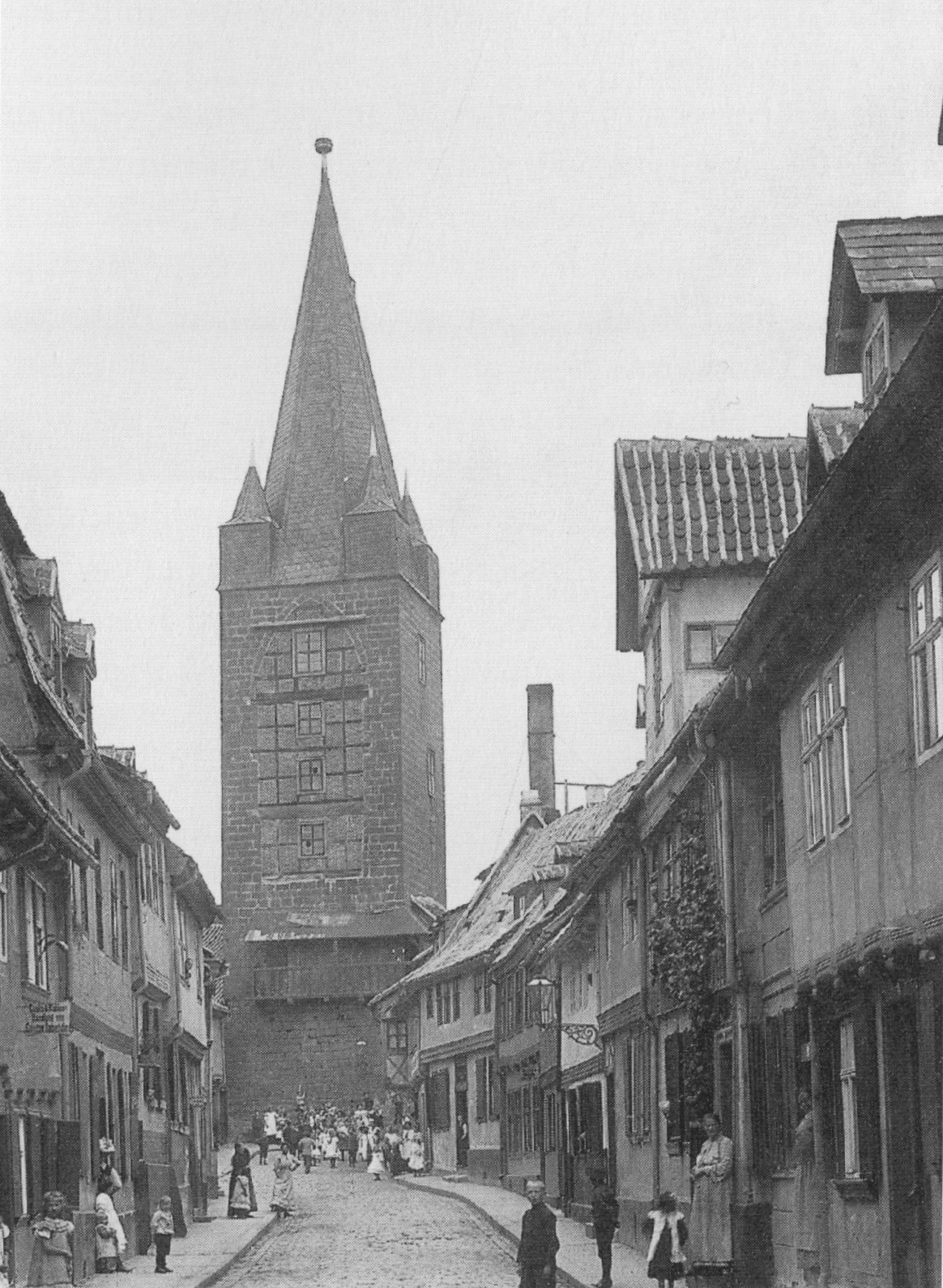
Schreckensturm und Goldstraße um 1910

Der Schreckensturm, auch als Schreckensdüvel bezeichnet, ist ein mittelalterlicher Wehrturm der Stadtbefestigung der Stadt Quedlinburg in Sachsen-Anhalt. Im denkmalgeschützten Turm wurden in moderner Zeit Ferienwohnungen eingerichtet.

## Geschichte und Architektur
Der Turm befindet sich im westlichen Teil der alten Stadtbefestigung in der Verlängerung der Goldstraße in der Nähe der Sankt-Aegidii-Kirche und ist einer der stärksten Türme der Quedlinburger Wehranlagen. Er gehört zur im Quedlinburger Denkmalverzeichnis eingetragenen Stadtbefestigung Quedlinburg. Seine Höhe beträgt 40 Meter, die Wandstärken erreichen annähernd zwei Meter. Er hat fünf Geschosse, wobei die zwei unteren Geschosse gewölbt sind. Ursprünglich wurde der Turm auch als Lochgefängnis und Folterkammer genutzt, woher sich auch der Name erklärt. Durch ein Loch in der Decke des Tonnengewölbes wurden Gefangene an einem Seil in den lichtlosen Raum hinabgelassen. Ein späterer Besitzer des Turms soll in diesem Kerker diverse menschliche Gebeine gefunden haben.
Zur Stadtseite hin waren die oberen Geschosse ursprünglich offen. Sie wurden dann später mit Fachwerkwänden verschlossen, um eine Nutzung der Räume zu ermöglichen. Bekrönt ist der Turm mit einem achteckigen Spitzhelm, der von kleinen Ecktürmen flankiert wird.
Der Ausbau des Turms mit Wohnungen erfolgte im 18. Jahrhundert. In diesem Zeitpunkt vergrößerte man auch die Fenster. Ursprünglich bestanden sogenannte Biforiumsfenster, schmale, offene von mit Kehlen profilierten Pfeilern unterteilte Doppelfenster mit Kleeblattbögen.
Anfang des 21. Jahrhunderts befand sich der Turm bereits seit vier Generationen in Privatbesitz. Es folgten mehrere Umbauten, wobei jedoch etliche mittelalterliche Balken und Bodenbeläge noch original erhalten blieben. Nach einer neuerlichen Restaurierung wurden im Turm Ferienwohnungen eingerichtet.